# Ramón Gay
Ramón Esteban García y Gay (Ciudad de México, 28 de noviembre de 1917-Ciudad de México, 28 de mayo de 1960), conocido como Ramón Gay,  fue un actor mexicano.

## Biografía y carrera
Nacido en Ciudad de México, hijo de inmigrantes españoles antes de decidirse por la actuación fue ferrocarrilero, en 1943 realizó sus estudios de arte dramático con el director teatral japonés Seki Sano. Debutó en teatro con la puesta en escena de Petición de mano de Antón Chéjov. Su incursión al cine fue primero como extra, y posteriormente en pequeños papeles apoyado por sus amigos Isabela Corona, Ernesto Alonso y principalmente Arturo de Córdova.
Su consolidación como actor fue en los años 50, logrando títulos importantes que abarcaron todos los géneros: comedia, melodrama, aventuras, acción, historia y suspenso. Su carrera lo llevó a filmar en Cuba, Venezuela, Colombia y Argentina.
En 1957, estelarizó la trilogía de películas La momia azteca, La maldición de la momia azteca y La momia azteca contra el robot humano, mismas que se han vuelto objeto de culto para públicos especializados, principalmente en Europa. En 1964 se tomaron escenas de las mismas para crear las cintas estadounidenses Attack of the Mayan Mummy y Face of the Screaming Werewolf.

## Asesinato
Ramón Gay murió asesinado el sábado 28 de mayo de 1960 por el ingeniero petrolero José Luis Paganoni, exesposo de la actriz Evangelina Elizondo —con quien Ramón Gay compartía créditos en la obra de teatro Treinta segundos de amor. Cuando ambos conversaban dentro del automóvil del actor, fuera del domicilio de la actriz, recibió varios tiros. Gravemente herido, fue trasladado por la ambulancia de la Cruz Roja al Hospital Rubén Leñero, donde falleció al poco tiempo de ser ingresado. Al parecer, la causa del asesinato se debió a un crimen pasional suscitado por los celos infundados de Paganoni. Gay fue enterrado en el Panteón Jardín, en Ciudad de México.
La condena de su asesino, José Luis Paganoni, fue breve, abandonó la cárcel y nadie supo más de él.

## Filmografía

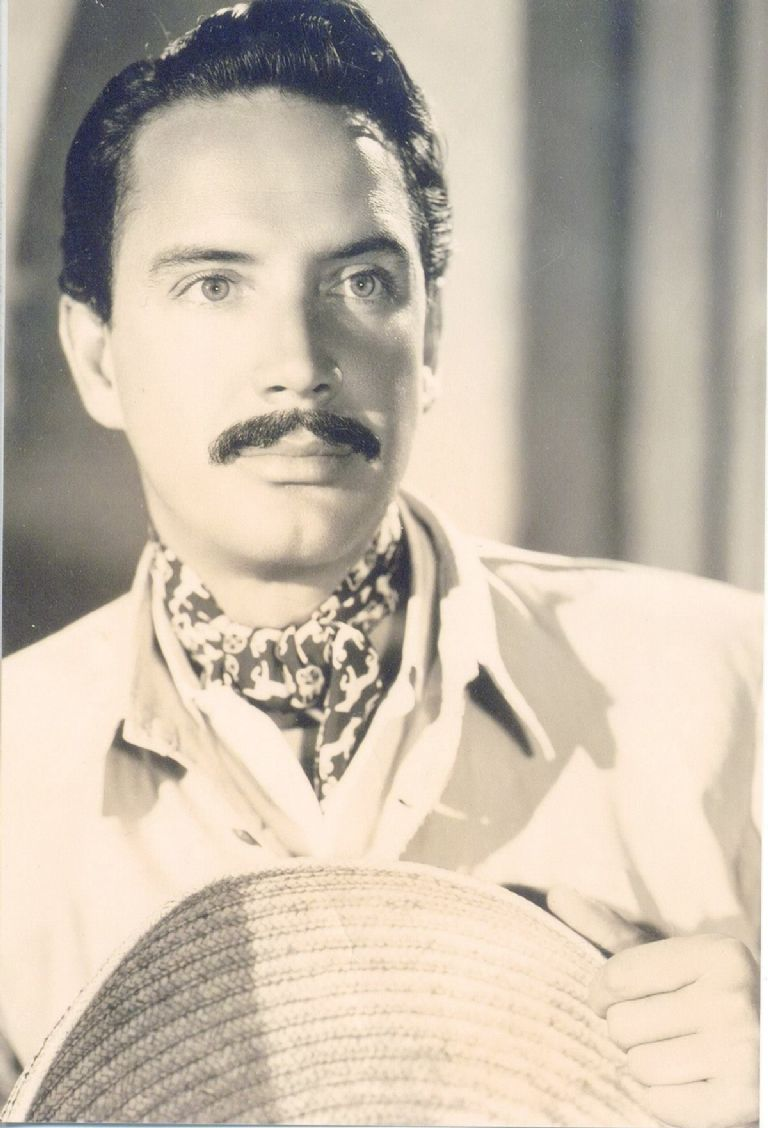
Gay, c. 1940.

- Attack of the Mayan Mummy (película de televisión; 1964), estrenada después de la muerte del actor.
- Face of the Screaming Werewolf (1964), estrenada después de la muerte del actor.
- El regreso de los Villalobos (1962), estrenada después de la muerte del actor.
- La justicia de los Villalobos (1961), estrenada después de la muerte del actor.
- Muñecos infernales (1961), estrenada después de la muerte del actor.
- El misterio de la cobra (Carlos Lacroix en la India) (1960).
- La estrella vacía (1960), con María Félix, Carlos López Moctezuma y Wolf Rubinskis.
- El vestido de novia (1959).
- Las aventuras de Carlos Lacroix (1959).
- Bolero inmortal (1958), con Elvira Quintana.
- La venenosa (1958).
- Socios para la aventura (1958).
- La momia azteca contra el robot humano (1958).
- Yambaó (1957).
- La maldición de la momia azteca (1957).
- La esquina de mi barrio (1957).
- La momia azteca (1957).
- Sublime melodía (1956).
- Amor y pecado (1956).
- Club de señoritas (1956).
- Después de la tormenta (1955).
- El seductor (1955).
- Amor en cuatro tiempos (1955).
- Estafa de amor (1955).
- Pecado mortal (1955), con Gloria Marín, Tito Junco y Silvia Pinal.
- Morir para vivir (1954).
- Dios nos manda vivir (1954).
- Me perderé contigo (1954).
- La bruja (1954).
- La mujer que se vendió (1954).
- Ley fuga (1954).
- Hijas casaderas (1954).
- Las tres Elenas (1954).
- Camelia (1954).
- Venganza en el circo (1954).
- Lágrimas robadas (1954).
- La infame (1954).
- Eugenia Grandet (1953).
- Nadie muere dos veces (1953).
- Piel canela (1953).
- El fantasma se enamora (1953).
- Rostros olvidados (1952).
- Angélica (1952).
- Mi esposa y la otra (1952).
- La noche es nuestra (1952).
- Paco, el elegante (1952).
- Lodo y armiño (1951).
- Mi mujer no es mía (1951).
- Amar fue su pecado (1951).
- Los enredos de una gallega (1951).
- Paraíso robado (1951).
- Mujeres sin mañana (1951).
- Recién casados... no molestar (1951).
- Camino del infierno (1951).
- En la palma de tu mano (1951).
- Bodas de fuego (1951).
- Entre abogados te veas (1951).
- Corazón de fiera (1951).
- La ausente (1951).
- Por la puerta falsa (1950).
- El amor no es negocio (1950).
- Quinto patio (1950).
- Si me viera don Porfirio (1950).
- Vino el remolino y nos alevantó (1950).
- Doña Diabla (sin crédito; 1950), con María Félix.
- La negra Angustias (1950).
- La virgen desnuda (1950).
- Un corazón en el ruedo (1950).
- El charro y la dama (1949).
- El diablo no es tan diablo (1949).
- Hipócrita…! (1949).
- La venenosa  (1949).
- Tierra muerta (1949).
- Arriba el norte (sin crédito; 1949).
- El embajador (1949).
- Felipe de Jesús (1949).
- La panchita (sin crédito; 1949).
- El pecado de Laura (1949).
- Lola Casanova (1949).
- Medianoche (sin crédito; 1949).
- Calabacitas tiernas (1949).
- El precio de la gloria (1949).
- El gallero (1948).
- ¡Ay, Palillo, no te rajes! (1948).
- La niña de mis ojos (sin crédito; 1947).
- Cinco rostros de mujer (sin crédito; 1947).
- El ropavejero (1947), con Joaquín Pardavé.
- Crimen en la alcoba (1946).
- El pasajero diez mil (1946).
- Humo en los ojos (1946).
- La noche y tú (1946).